# Johannes op den Hooff
Johannes op den Hooff (Vianen, 5 maart 1795 - 's-Gravenhage, 22 september 1855) was een Nederlands jurist die kortstondig president van de Hoge Raad der Nederlanden was.

## Leven en werk
Op den Hooff was een zoon van de arts dr. Lambertus op den Hooff en Anna Maria Schelkes. Hij trouwde in 1822 met Emilia Christina van Braam (1799-1830), lid van de familie Van Braam.
Op den Hooff studeerde rechten te Utrecht tussen 1812 en 1817, maar onderbrak zijn studie om te dienen bij de Vijfde Compagnie Jagers te paard. Hij promoveerde op 18 december 1817. Na zijn studie werd hij advocaat te Amsterdam. In 1831 werd hij lid van de redactiecommissie voor de Nieuwe Nederlandsche Wetboeken en werd later secretaris van die commissie. 
Tussen 1829 en 1838 was hij daarnaast lid van de Tweede Kamer der Staten-Generaal die tijdens het bewind van Willem I tot de meer onafhankelijke leden van de Tweede Kamer behoorde. Hij werd op jonge leeftijd, hij was 34 jaar, tot Kamerlid gekozen. Gematigd voorstander van hervormingen, maar tegenstander van partijschap.
Op 16 mei 1836 werd hij benoemd tot raadsheer bij de Hoge Raad. Op 19 april 1845 werd hij bij die raad vicepresident om tot slot op 3 september 1855 benoemd te worden tot president van dat college als opvolger van Willem Boudewijn Donker Curtius van Tienhoven. Binnen drie weken na zijn laatste benoeming overleed hij.